# Horloge florale
Ne doit pas être confondu avec Horloge fleurie.
Au XIXe siècle, les jardiniers exploitent la constance avec laquelle certaines fleurs s'ouvrent et se ferment lors de mouvements périodiques spontanés et à peu près à heure fixe, pour concevoir des horloges florales. Le choix de ces fleurs dont les corolles s'ouvrent de jour ou de nuit permettait d'établir ces arrangements. Les fleurs étaient disposées sur un massif gradué selon les heures où elles changeaient de conformation à l'image d'une horloge. 

## Précision de l'assemblage
Les fleurs s'ouvrent ou se ferment en réponse à l'extension ou la concentration des tissus de la face interne des pétales. Ces mouvements sont décrits par les biologistes, qui parlent de nyctinastie, lorsque les mouvements de veille et de sommeil des plantes sont provoqués sous l'influence de la variation de lumière selon le rythme jour/nuit. Ils distinguent les nasties (mouvements), induits par des variations de température (thermonasties) de celles induites par des modifications d'éclairement et de luminosité (photonasties).   
La technique d'horloge florale était peu précise, car les fleurs suivent non seulement leur propre horloge biologique, mais dépendent aussi de facteurs extérieurs, comme l'humidité, la température, la latitude qui affectent leur cycle propre,.

### Horloge florale de Linné
Lors des observations du monde végétal de Carl Von Linné (1707-1778), il observe que les fleurs de certaines plantes s'ouvrent et se ferment à des moments déterminés de la journée, dans son ouvrage Philosophica Botanica (1751). De là naquit l'idée qu'il était possible de déduire une heure approximative à partir de l'observation du comportement de telle ou telle espèce florale. En considérant un ensemble de fleurs choisies de façon adéquate, il était possible de constituer une horloge florale, ou horologium florae, selon la terminologie utilisée par Linné.
Créée en 1822, l'un de ces modèles, l'horloge florale de Linné associait vingt-quatre plantes, toutes en fleur à la même époque de l'année.
4h00 (du matin) : la belle-de-nuit, Mirabilis jalapa
6h00 à 12h00 : l'oenothère odorante, Oenothera odorata
8h00 à 14h00 : le mouron rouge, Anagallis arvensis
9h00 à 17h00 : le pissenlit, Taraxacum officinale
10h00 à 14h00 : la belle-de-jour, Ipomoea tricolor, 
11h00 à 14h00 : le nénuphar, Nymphaea
12h00 à 18h00 : la barbe-de-bouc, Aruncus dioicus
13h00 (au soleil) : le pavot de Californie, Eschscholzia californica
14h00 à 17h00 : la chicorée, Cichorium intybus

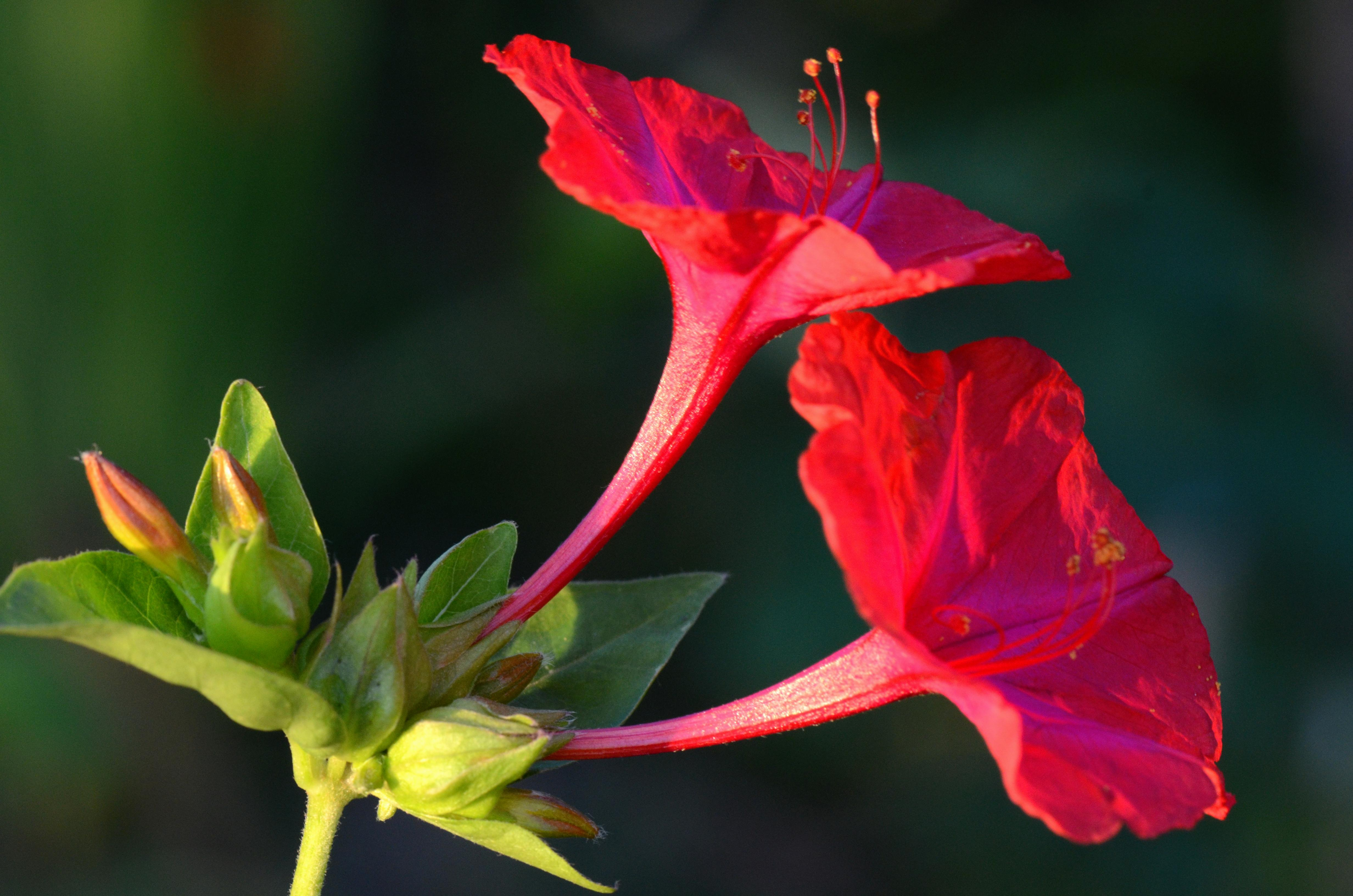
Mirabilis jalapa - 04h00 A.M.
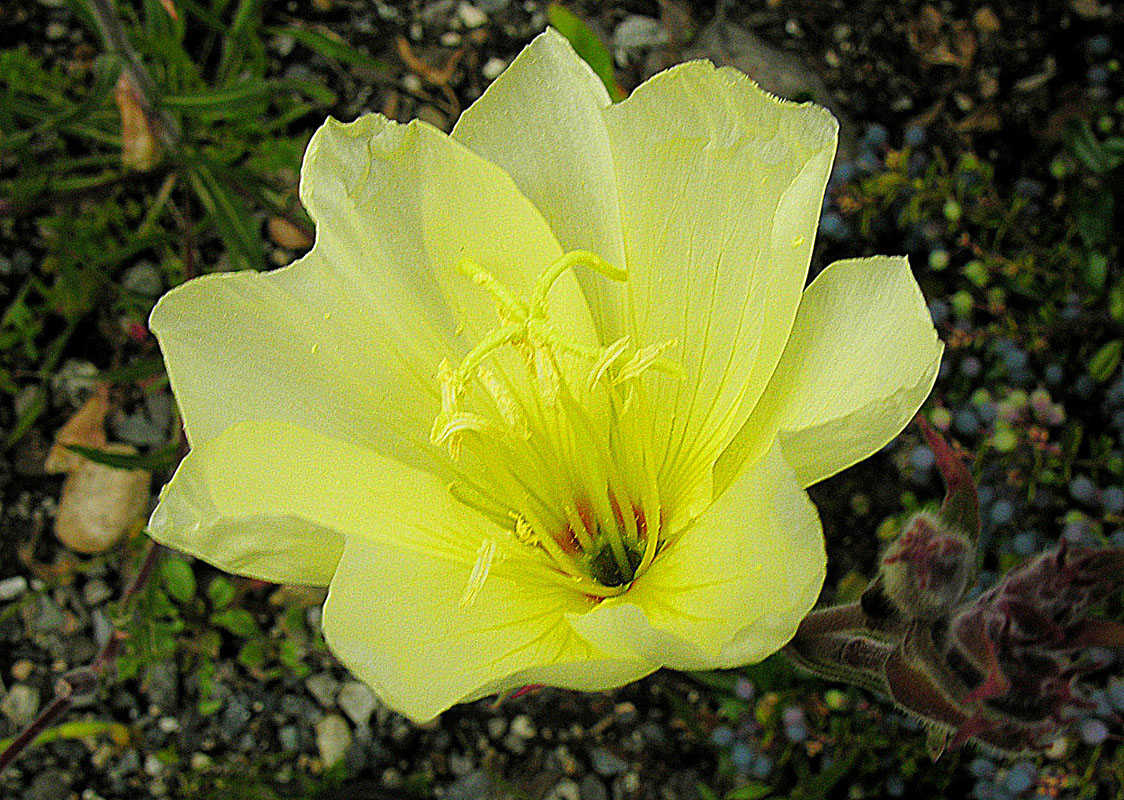
Oenothera odorata - 06h00 à 12h00 A.M.
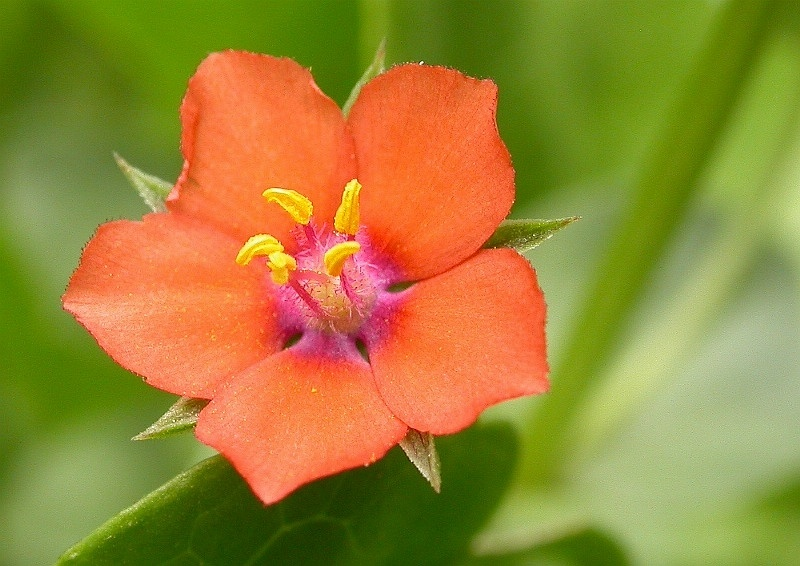
Anagallis arvensis - 08h00 à 14h00
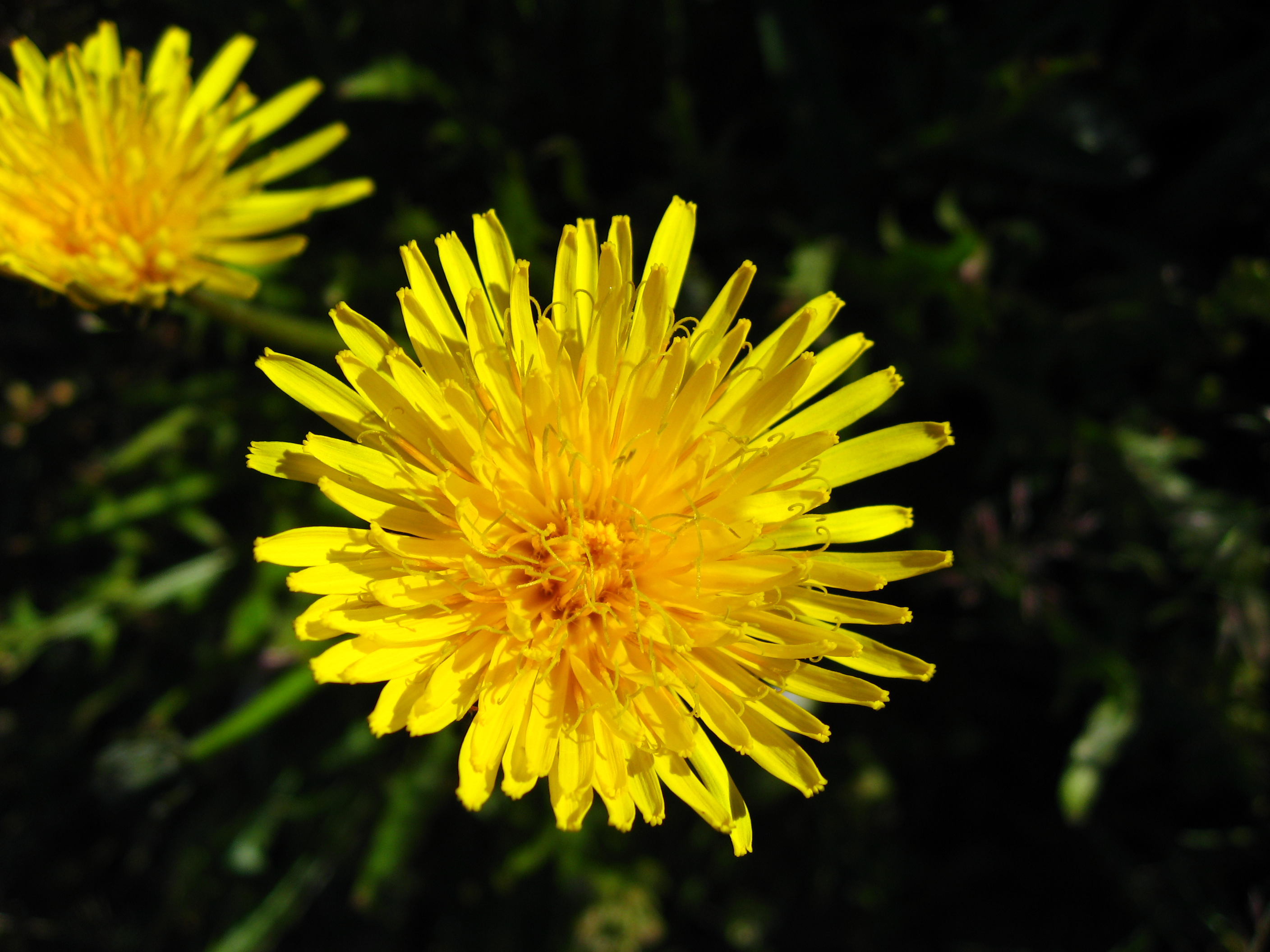
Taraxacum officinale - 09h00 à 17h00
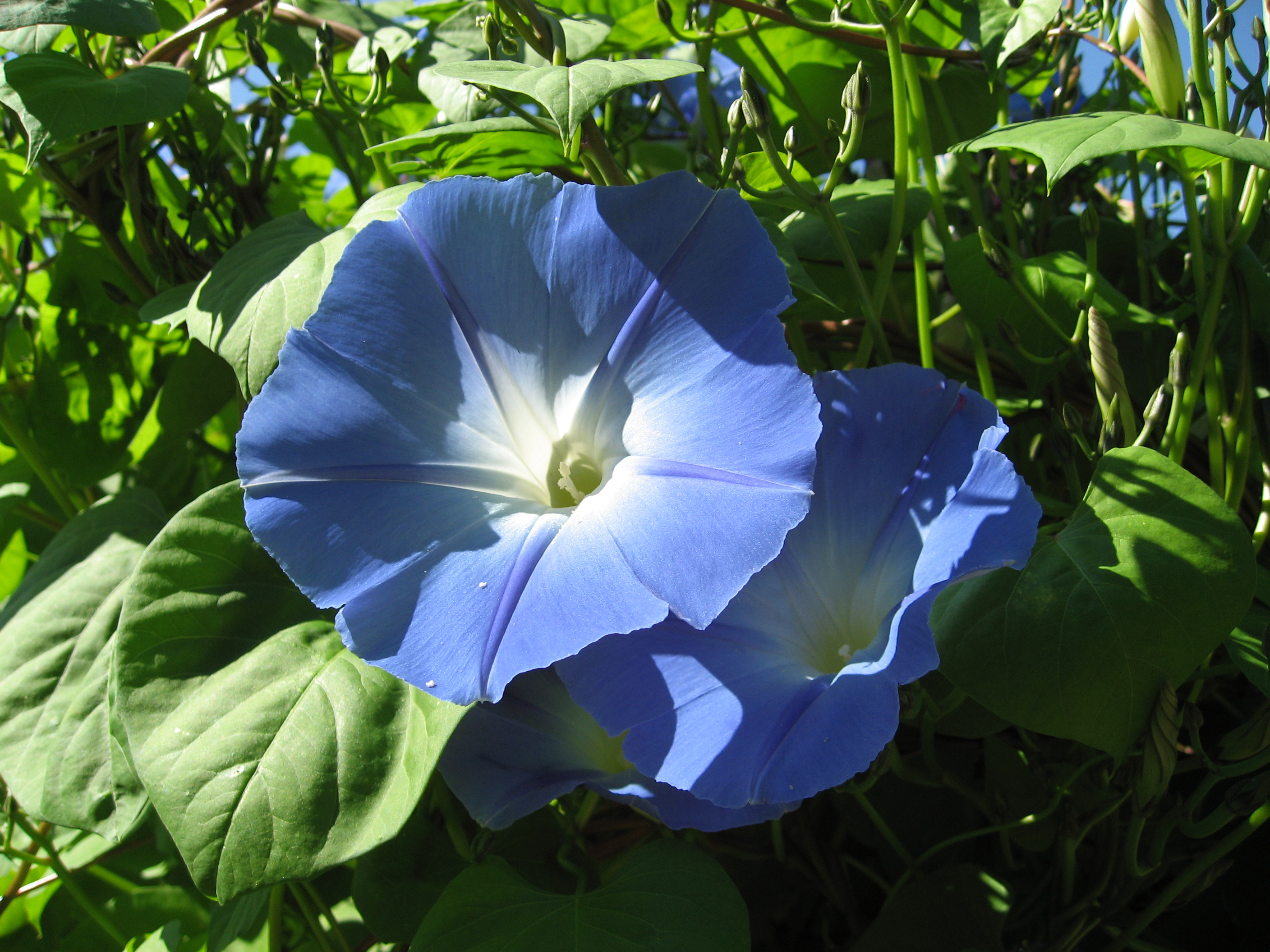
Ipomoea tricolor - 09h00 à 17h00
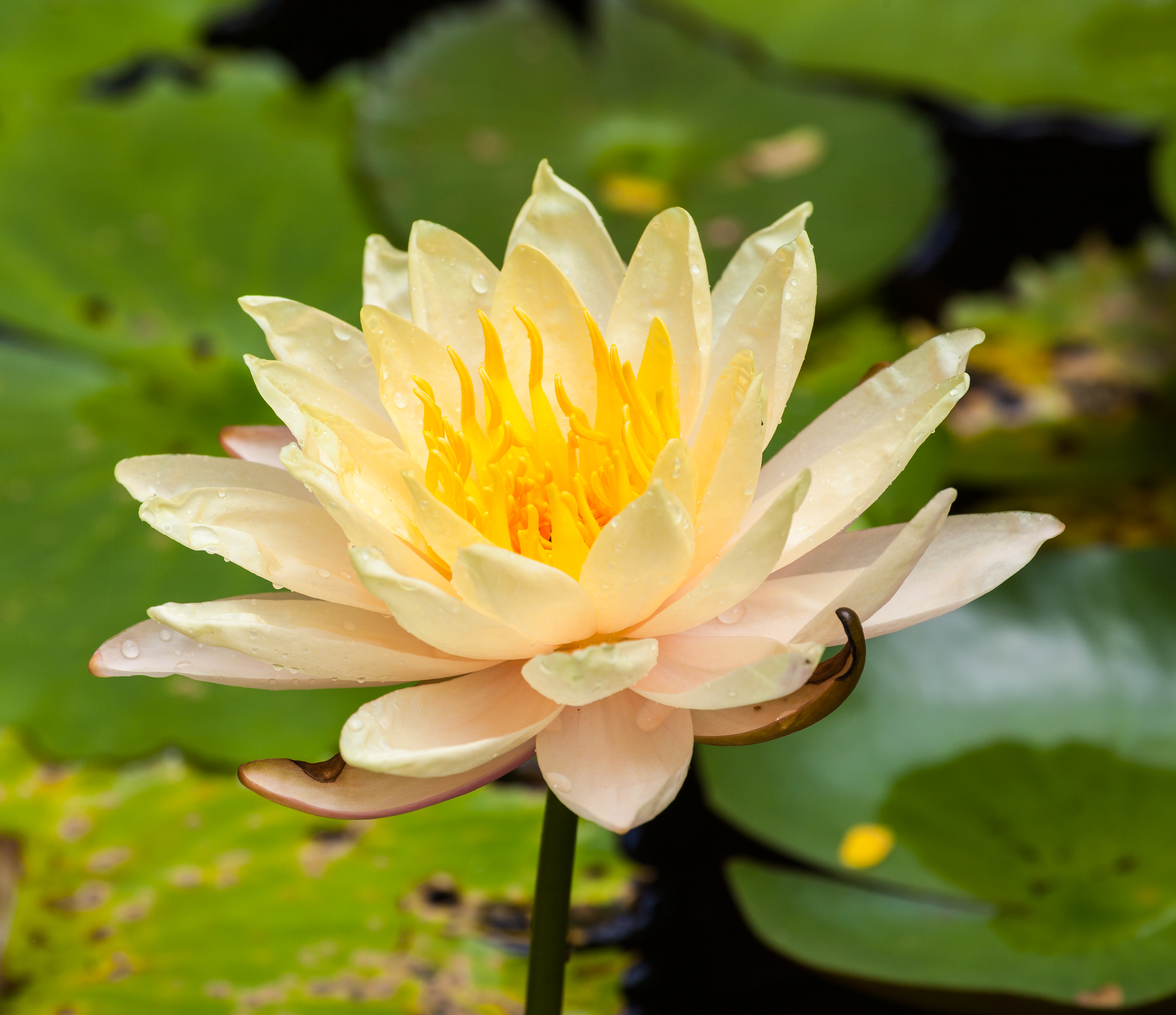
Nymphaea - 11h00 à 14h00
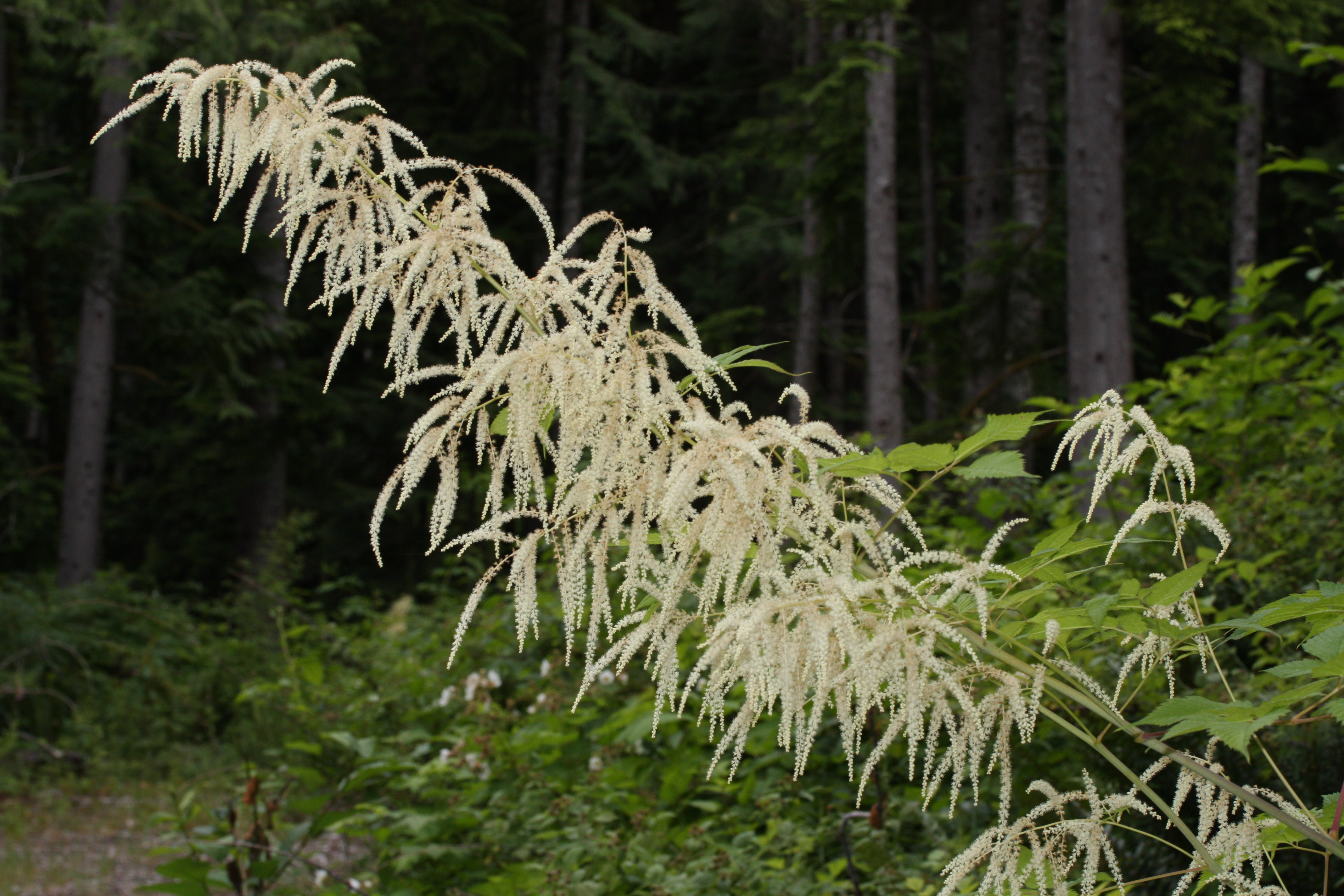
Arancus dioicus - 12h00 à 18h00
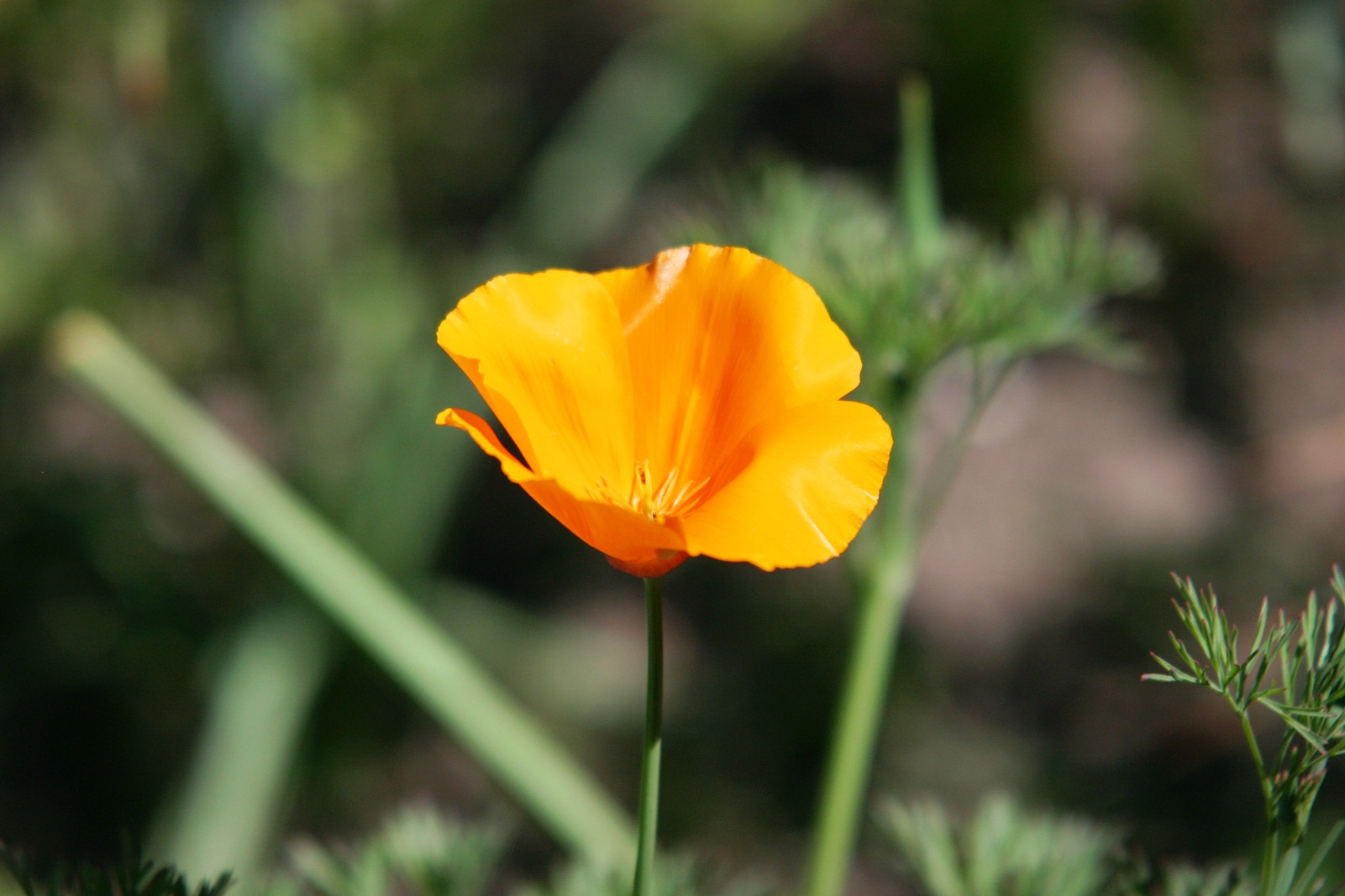
Eschscholzia californica - 13h00
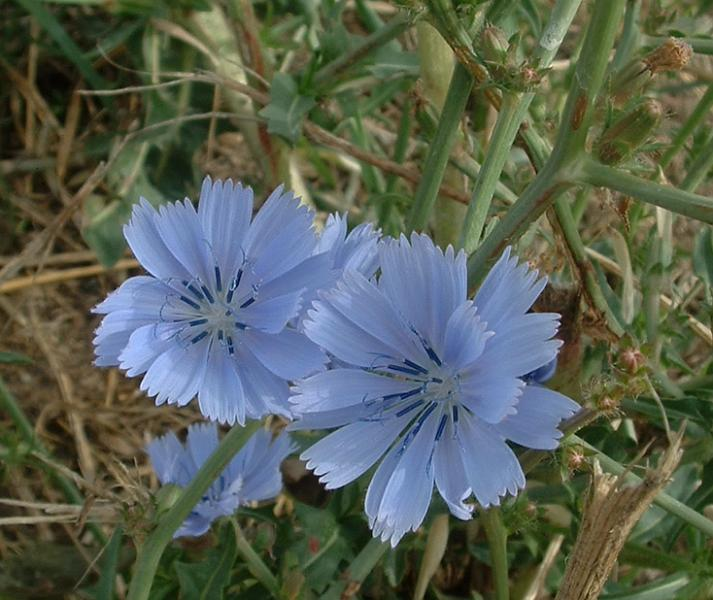
Chicorium intybus - 14h00 à 17h00

### Horloge de Flore
Crée en 1905, l'horloge de Flore regroupait 24 essences : 
00h00 : Sainfoin
01h00 : Œillet
02h00 : Lys
03h00 : Souci des champs
04h00 : Jacinthe
05h00 : Belle de nuit
06h00 : Pavot
07h00 : Laiteron rude
08h00 : Fleur d'oranger
09h00 : Géranium
10h00 : Volubilis pourpre
11h00 : Silène
12h00 : Molène
13h00 : Laiteron des champs
14h00 : Salsifis des prés
15h00 : Liseron des champs
16h00 : Chicorée sauvage
17h00 : Pissenlit
18h00 : Epernière
19h00 : Nénuphar jaune
20h00 : Porcelle
21h00 : Spirée
22h00 : Ficoïde
23h00 : Ornithogale

## Différence entre horloge florale et horloge fleurie

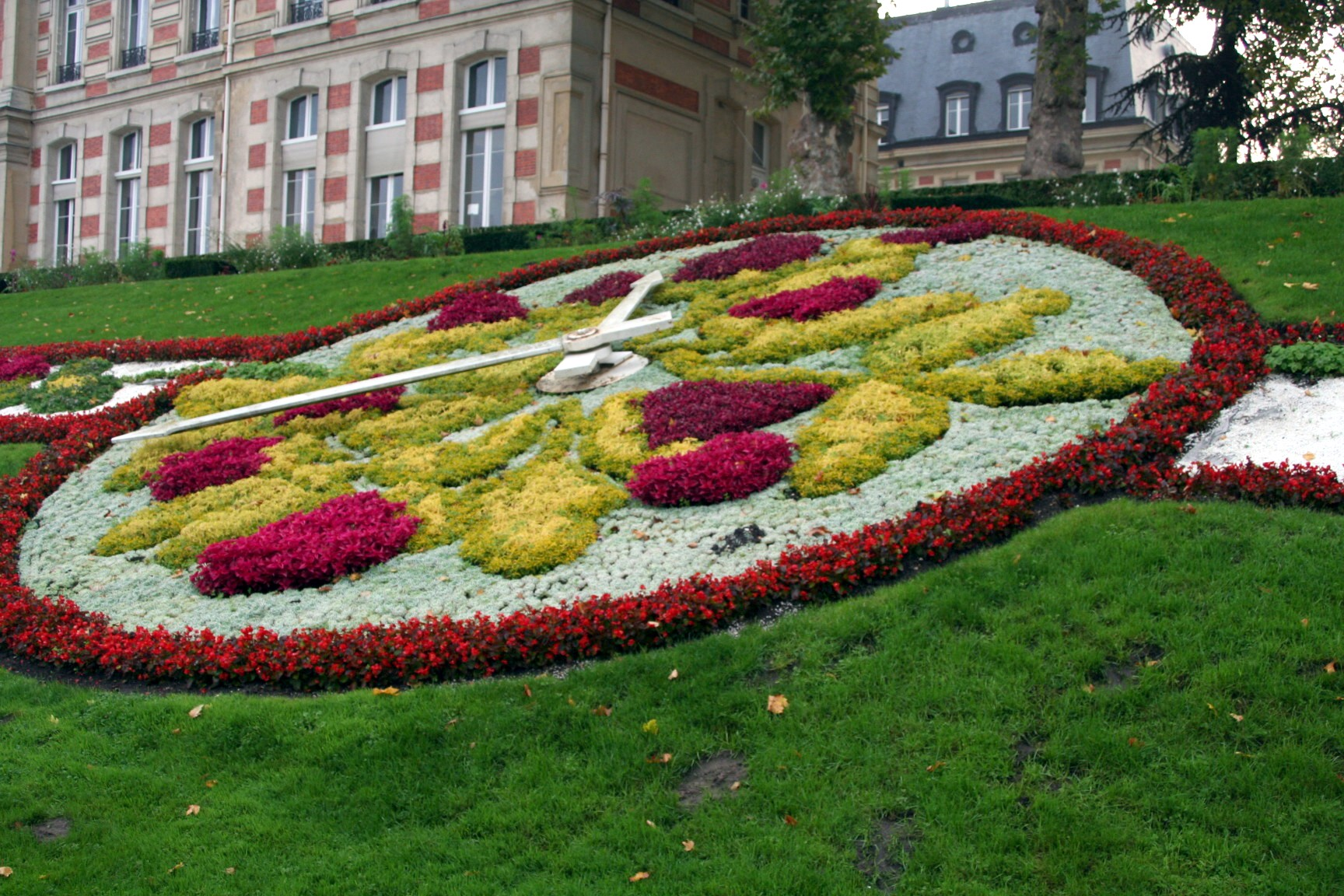
Horloge fleurie de la mairie de Versailles

L'horloge fleurie est une véritable horloge avec des aiguilles derrière laquelle sont disposées des fleurs. L'horloge florale marque l'heure avec les cycles d'alternance des fleurs.